# New Economic School (Moskau)
Die New Economic School (NES) (russisch Российская экономическая школа) ist eine private Moskauer Wirtschaftshochschule, die nach dem Zusammenbruch der Sowjetunion entstand.

## Geschichte
Die New Economic School wurde 1992 als Privatuniversität in Moskau auf Initiative führender russischer und ausländischer Wissenschaftler und Ökonomen gegründet. In kurzer Zeit hat sich die NES eine Reputation als liberale und karrierefördernde Lehranstalt erworben.
Im Jahr 2000 wurde innerhalb der NES das Center for Economic and Financial Research (CEFIR) gegründet, das 2005 als Think-Tank in eine unabhängige Nichtregierungsorganisation überführt wurde.
Am 7. Juli 2009 sprach beim jährlichen NES-Abschlussfest US-Präsident Barack Obama vor über tausend Gästen.

## Studiengänge
- Master of Arts in Economics
- Master in Finance

## Studenten und Alumni
Die meisten Studenten haben einen ersten Hochschulabschluss in Mathematik, Physik oder Wirtschaftswissenschaften. Rund 40 Prozent kommen von der Lomonossow-Universität Moskau, weitere 20 Prozent aus dem Moskauer Institut für Physik und Technologie, und 10 Prozent von der Staatlichen Universität Nowosibirsk. 30 Prozent der Studenten sind weiblich und mehr als die Hälfte kommt von außerhalb von Moskau, darunter viele Bürger aus anderen Ländern der GUS.
Bis Ende 2009 haben an der New Economic School 704 junge Ökonomen mit dem Master of Arts in Wirtschaftswissenschaften und 22 mit dem Master in Finance abgeschlossen. Von diesen Absolventen arbeiten 450 in Russland, darunter 330 im privaten Sektor – vor allem in internationalen Unternehmen, Investmentbanken und im Consulting. Über 250 oder rund 30 Prozent der Absolventen setzten nach der NES ihr Studium in PhD-Programmen fort z. B. an der Harvard University, dem Massachusetts Institute of Technology, sowie University of Chicago, Stanford University, Yale University, Northwestern University, Columbia University, New York University, University of Pennsylvania, London Business School und Universität Toulouse.
Mehr als 60 Doktoranden arbeiten an wirtschaftswissenschaftlichen Fakultäten ausländischer Universitäten wie dem MIT, Princeton University, Stanford, Yale, University of California, Berkeley, Columbia, University of Pennsylvania, NYU, LSE, LBS sowie in der Weltbank und beim Internationalen Währungsfonds; 21 Doktoranden kamen zurück nach Russland.
Zu den Absolventen des ersten Jahrgangs gehört Arkadi Wladimirowitsch Dworkowitsch, von Mai 2008 bis Mai 2012 einer von fünf persönlichen Beratern des Präsidenten der Russischen Föderation, von Mai 2012 bis 2018 einer der Stellvertretenden Ministerpräsidenten in der Regierung der Russischen Föderation.

## Professoren
Die Mitglieder des Lehrkörpers der New Economic School repräsentieren die Elite der russischen Wirtschaft an internationalen Konferenzen und durch die Veröffentlichung in den führenden internationalen Wirtschafts-Fachzeitschriften, darunter Econometrica, The American Economic Review, Quarterly Journal of Economics, The Review of Economic Studies, Journal of Economic Perspectives, Journal of Economic Literature, The Journal of the European Economic Association, The Journal of Finance, The Journal of Business und The American Political Science Review.